# Cotoneaster nagaensis
Cotoneaster nagaensis är en rosväxtart som beskrevs av Klotz. Cotoneaster nagaensis ingår i släktet oxbär, och familjen rosväxter. Inga underarter finns listade i Catalogue of Life.